# ID (logiciel)
Pour les articles homonymes, voir ID.
iD est un logiciel libre d'édition pour OpenStreetMap (abrégé « OSM »). Il a été créé en JavaScript et publié en 2013. Il s'agit de l'éditeur le plus populaire pour OSM et c'est l'éditeur par défaut de la page d'accueil openstreetmap.org. Son objectif est d'être « simple et accessible »,. Les fonctionnalités de iD incluent le choix d'une imagerie aérienne personnalisée et le support natif des photos Mapillary.

## Historique
Avant iD, le principal éditeur web pour les données OpenStreetMap était l'éditeur Potlatch 2 basé sur Flash. Le projet d'éditeur iD a été fondé par l'auteur de Potlatch 1 et 2, Richard Fairhurst.
Son développement a commencé à l'été 2012 il a été mis en avant lors de la conférence State of the Map le 14 octobre 2012 et est disponible sur la page d'accueil openstreetmap.org depuis mai 2013.
En mai 2014, il a remplacé « Potlatch 2 » comme éditeur par défaut.

### Alpha et bêta
Le 13 juillet 2012, Richard Fairhurst a publié un article de blog dans lequel il a annoncé qu'il travaillait sur un nouvel éditeur OpenStreetMap basé sur JavaScript. Au moment où il était déjà célèbre au sein de la communauté OSM pour ses éditeurs Web Potlatch et Potlatch 2 écrits en Flash, et comme il était clair qu'il n'y avait pas d'avenir pour les applications basées sur Flash, iD était la prochaine étape conséquente.
En septembre 2012, la fondation Knight a annoncé les gagnants du concours « Knight News Challenge : Data competition ». L'équipe de « Development Seed/Mapbox » a été sélectionnée comme gagnante avec sa proposition de développer de nouveaux outils de contribution pour OpenStreetMap, et a reçu une subvention de 575 000 USD,.
Cet éditeur devait être une ré-implémentation de l'architecture de Potlatch 2 en JavaScript avec une interface utilisateur redessinée. Le seul grand changement interne était le passage d'une architecture prédéfinie de balisage XML à une architecture basée sur JSON.
La première version alpha est sortie le 21 décembre 2012 et la version bêta le 2 avril 2013.

### Depuis la version 1
Le 9 mai 2013, la version 1.0 est sortie. Le développement initial a été principalement effectué chez Mapbox par Tom MacWright, John Firebaugh, Saman Bemel-Benrud, Ansis Brammanis et Bryan Housel. Le mainteneur actuel est Quincy Morgan, dont le contrat a été renouvelée le 1er septembre 2020.
La version 2 est publiée en novembre 2016, avec une architecture plus modulable pour faciliter le développement de nouvelles fonctionnalités. La version 2.14 (sortie en février 2019) a permis l'ajout d'un gestionnaire de problèmes intégré et un système de validation avancé.

## Logiciels dérivées
Des versions différentes de iD ont été développées pour différents cas d'usage spécifique. Parmi les versions spécialisées de iD, il existe « RapiD », développé par Facebook en tant qu'outil d'importation permettant de réviser et d'ajouter des routes détectées par des algorithmes propriétaires de Facebook.